# 斯塔夫恰尼 (新烏希齊亞區)
48°44′10″N 27°20′14″E / 48.73611°N 27.33722°E
斯塔夫恰尼（烏克蘭語：Ставчани），是烏克蘭西部的村莊，隸屬赫梅利尼茨基州的卡緬涅茨-波多利斯基區。該村面積2.09平方公里，海拔高度260米，2001年人口599，人口密度每平方公里286.7人。